# Alfred Janssen (Verleger)
Alfred Janssen (* 13. November 1865 in Hamburg; † 4. Oktober 1935 in Hamburg) war ein deutscher Verleger in Hamburg.

## Leben
Alfred Janssen war der Sohn von Alexander Janssen (1828–1869) und dessen Frau Emilie Henriette geb. Steinthal (1840–1909).Sein Bruder Richard (1862–1908) übernahm als Bierbrauer die Brauerei, die die Mutter geerbt hatte.
Janssen studierte zunächst Theologie, machte dann jedoch eine Buchhändlerlehre in Leipzig und in Hamburg.
Am 22. August 1891 gründete er in Leipzig eine Verlagsbuchhandlung, deren Sitz er zum 1. Oktober 1899 nach Hamburg verlegte.
Er gab die liberal-kritischen Zeitschriften Der Lotse und Die Zeitschrift heraus, nahm Autoren für schöngeistige Literatur (u. a.  Gustav Falke) sowie Sachbücher in sein Sortiment und engagierte sich für die junge Generation in der Reformbewegung. Er brachte Bücher in besonderer Buchausstattung und erschwingliche Bücherreihen wie Wissenschaftliche Volksbücher und Hamburgische Hausbibliothek heraus. Viele der Bände wurden von Carl Otto Czeschka, dem aus Wien stammenden Lehrer an der Hamburger Kunstgewerbeschule, ausgestattet.

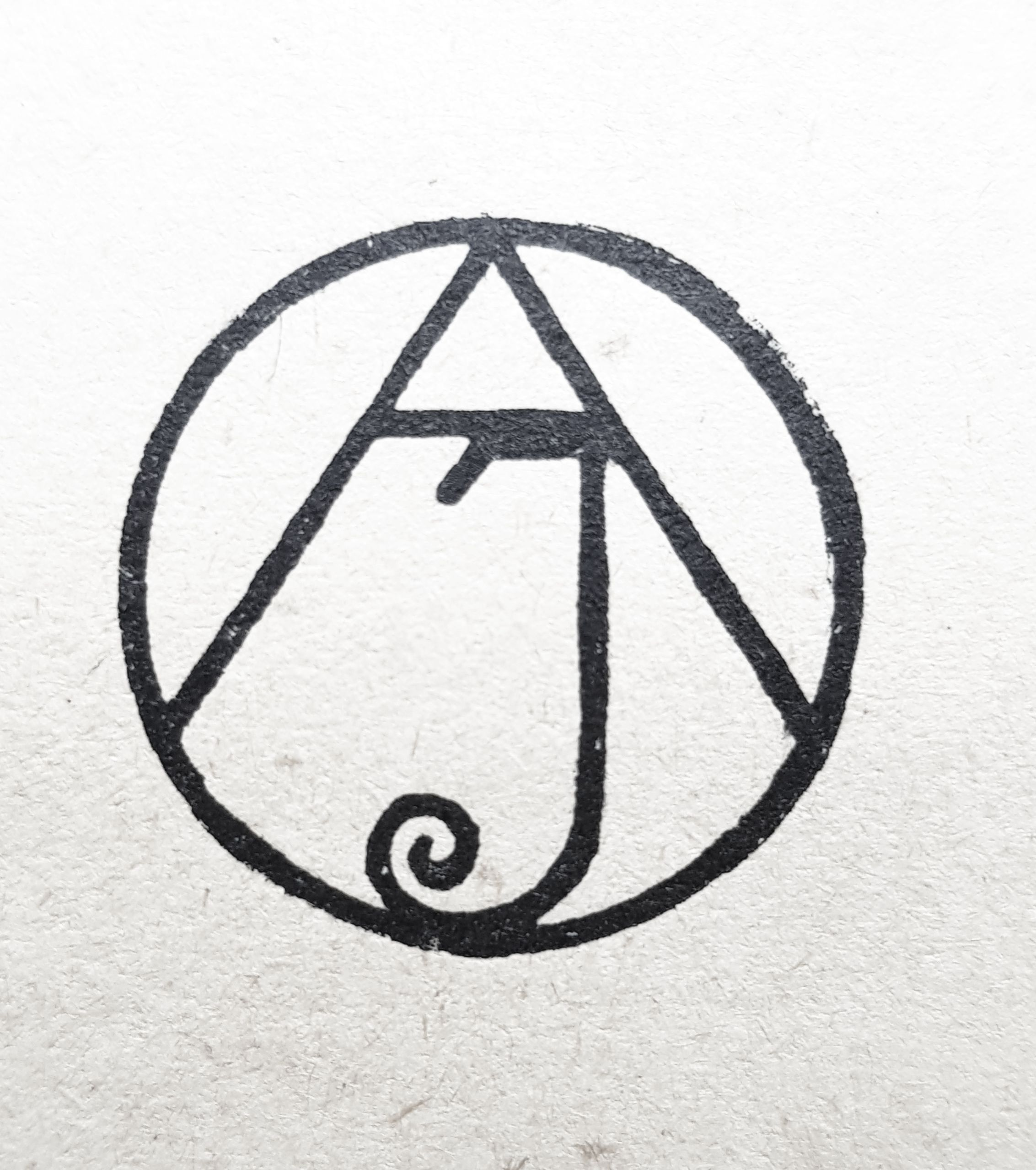
Verlagszeichen gestaltet von C. O. Czeschka

1917 verkaufte Janssen den Verlag an Georg Westermann und widmete sich der Verbandstätigkeit im Hamburg-Altonaer Buchhändler-Verein und der Genossenschaft Hamburger Buchhändler.
Janssen war seit 1909 mit der Lübeckerin Leonore geb. Brehmer (1885–1961) verheiratet. Das Paar bekam drei Kinder, Louise (1910–1991), Margarete (1911–?) und Torsten (1914–1941), der vor Moskau gefallen ist (4. Komp. Inf.Reg. 467).
Alfred Janssen starb im 70. Lebensjahr und wurde auf dem Ohlsdorfer Friedhof beerdigt (Grablage Bi51-174). Sein Grabstein ist durch das von Czeschka entworfene Verlagszeichen gekennzeichnet.
In der Staats- und Universitätsbibliothek Hamburg befindet sich der schriftliche Nachlass von Alfred Janssen.

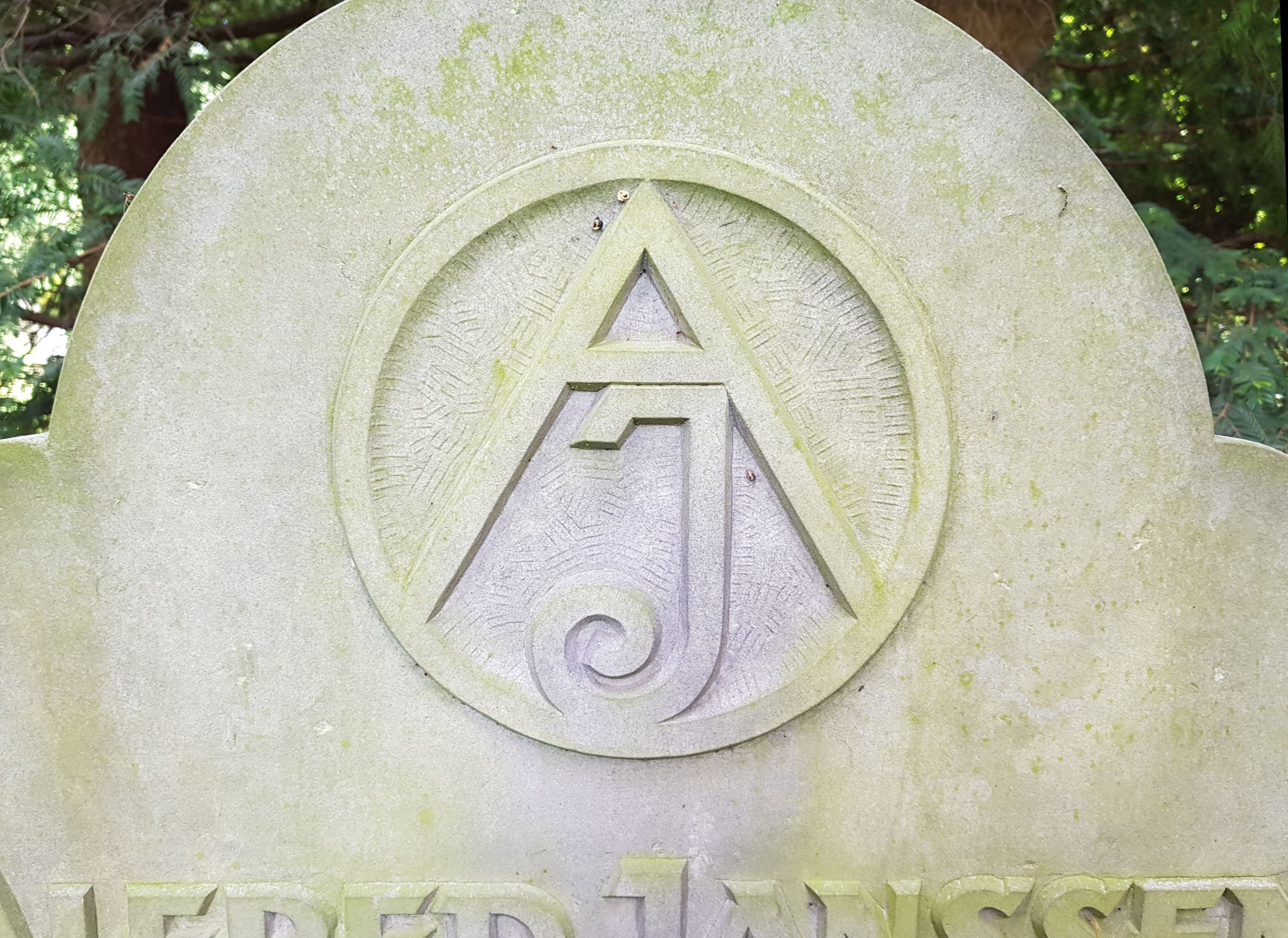
Das Verlagssignet auf dem Grabstein

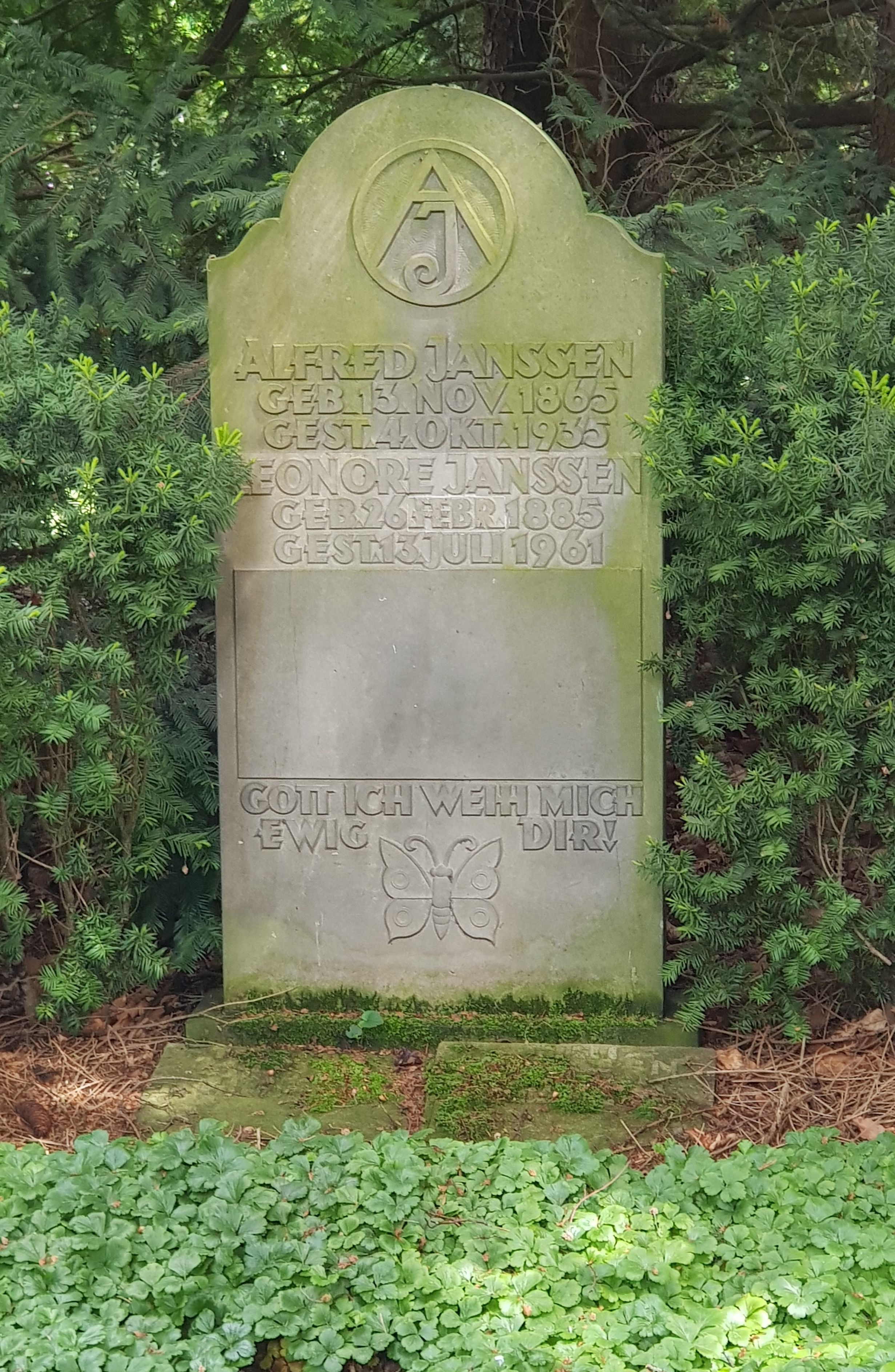
Das Grab von A. Janssen auf dem Friedhof Ohlsdorf in der Grablage Bi 51-174

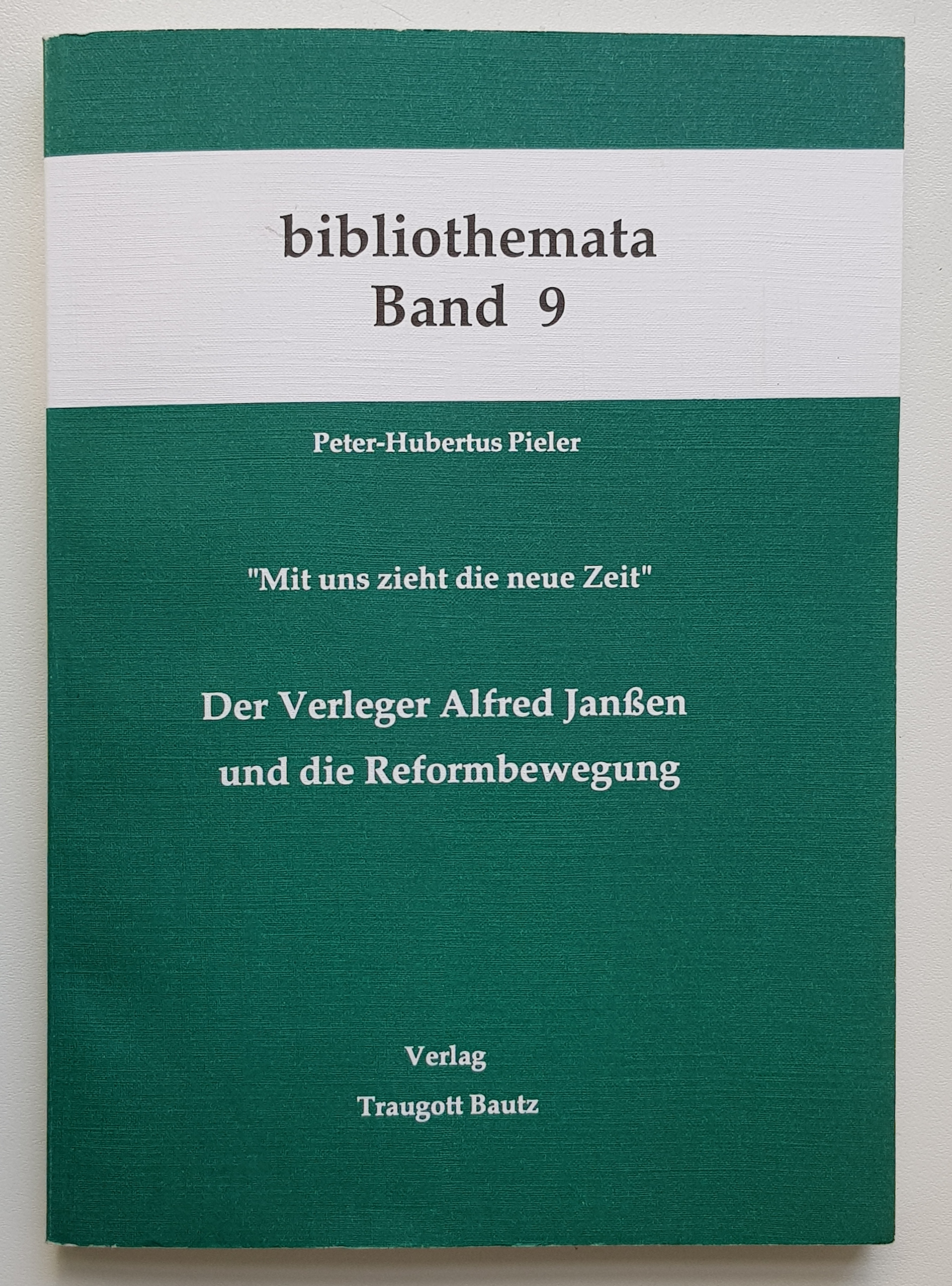
Der Verlag A.Janssen und die Reformbewegung

## Bücher aus seinem Verlag
Bücher aus dem Verlag, die von Czeschka ausgestattet wurden:
- Albert Helms: Chaos. Verlag Alfred Janssen, Hamburg 1909.
- Timm Kröger: Neun Novellen. Verlag Alfred Janssen, Hamburg 1909.
- Charles Darwin: Eine Reise um die Welt. Herausgegeben von Fritz Gansberg in der Reihe Wissenschaftliche Volksbücher für Schule und Haus. Verlag Alfred Janssen, Hamburg 1910.
- Die Anfänge der Luftschiffahrt aus Berichten von Zeitgenossen. Herausgegeben von Fritz Gansberg in der Reihe Wissenschaftliche Volksbücher für Schule und Haus. Verlag Alfred Janssen, Hamburg 1910
- Die Auswahl. Gedichte von Gustav Falke. Verlag Alfred Janssen, Hamburg 1910.
- Gustav Falke: Der gestiefelte Kater. Verlag Alfred Janssen, Hamburg 1910.
- Emil Frithjof Kullberg: Der Pilgrim. Roman. Verlag Alfred Janssen, Hamburg und Berlin 1911.
- Unruhig steht die Sehnsucht auf. Eine Auswahl aus den Werken Gustav Falkes. Verlag Alfred Janssen, Hamburg/Berlin 1911.
- Arthur Sakheim: Masken. Hamburgische Schauspieler-Bildnisse. Verlag Alfred Janssen, Hamburg 1911.
- Fred A. Cook: Meine Eroberung des Nordpols. Verlag Alfred Janssen, Hamburg und Berlin 1912.
- Albrecht Wirth: Männer, Völker und Zeiten. Alfred Janssen Verlag, Hamburg 1912.
- E. T. A. Hoffmann: Lebensansichten des Katers Murr. Herausgegeben in der Reihe Hamburgische Hausbibliothek. Verlag Alfred Janssen, Hamburg 1912.
- Tanz und Andacht. Gedichte von Gustav Falke. Verlag Alfred Janssen, Hamburg/Berlin 1912.
- Rudolf Sansoni: Parzival. Roman. Verlag Alfred Janssen, Hamburg 1912.
- Hermann Krieger: Familie Hahnekamp und ihr Freund Schnurrig. Die fröhliche Geschichte einer Befreiung. Verlag Alfred Jansen, Hamburg und Berlin 1912.
- Rudolf von Koschützki: Quelle der Kraft, Betrachtungen eines Zeitgenossen. Verlag Alfred Janssen Verlag, Hamburg 1912.
- Hanns Prehn von Dewitz: Marie Antoinette Königin von Frankreich. Verlag Alfred Janssen, Hamburg 1913.
- Wilhelm Lamszus: Das Menschenschlachthaus. Bilder vom kommenden Krieg. Verlag Alfred Janssen, Hamburg/Berlin 1912.[3]
- Kristian Krohg: Albertine. Roman. Verlag Alfred Janssen, Hamburg 1913.
- Heinrich Dräger: Lebenserinnerungen. Herausgegeben in der Hamburgischen Hausbibliothek. Verlag Alfred Janssen, 1914
- Alfred Lichtwark: Hamburgische Aufsätze. Herausgegeben in der Hamburgischen Hausbibliothek. Verlag Alfred Janssen, 1917